# 英国公主及王妃

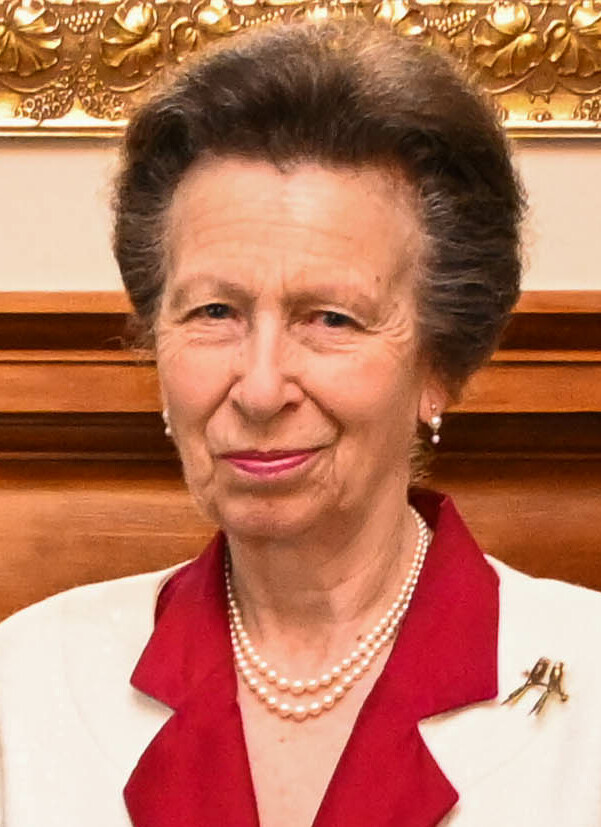
英国现任长公主安妮

大不列颠及北爱尔兰联合王国公主/王妃（英语：Princess of the United Kingdom of Great Britain and Northern Ireland），俗称英国公主/王妃（英语：British princess），指的是英国君主之女及其他有资格的女性后裔所用的正式头衔，并包括殿下（英语：Her Royal Highness）的尊号。
有些人通过婚姻加入而获得该头衔，这一类的中文翻译为王妃。其最著名的例子为肯特的迈克尔王妃。传统上，王子配偶也会使用其丈夫头衔的女性版本的称呼，例如威尔士王妃、约克公爵夫人。
此外，也有英国公主嫁给英国王子的案例，主要的例子为法夫女公爵亚历山德拉公主及格洛斯特及爱丁堡公爵夫人玛丽公主。亚历山德拉公主嫁给了表叔康诺的亚瑟王子，亚历山德拉公主同时拥有法夫公爵、康诺的亚瑟王妃及英国公主的头衔。玛丽公主则是嫁给了堂兄格洛斯特及爱丁堡公爵威廉王子。
因为王室缩减及其他特殊原因，有些女性皇室成员並不使用公主及殿下的头衔，例如路易丝·温莎女勋爵。

## 头衔及称呼

### 特殊例子
- 1917年前，君主的曾孙/曾孙女只能使用殿下（Highness）头衔，而格洛斯特的索菲亚公主在1816年弟弟格洛斯特和爱丁堡公爵威廉·弗雷德里克亲王与玛丽公主结婚后被授予殿下（Royal Highness）头衔。
- 1905年，英王爱德华七世授予长女路易丝长公主的两个女儿公主和殿下（Highness），无法使用殿下（Royal Highness）头衔。1917年的信件专利剥夺了英国君主的曾孙辈所使用的殿下（Highness）头衔，但对法夫的郡主们没有影响。法夫大公主——法夫的亚历山德拉公主在当时已经嫁给康诺特的亚瑟王子，因此使用康诺特的亚瑟王子妃殿下（Her Royal Highness Princess Arthur of Connaught）。次公主——莫德郡主仍然继续使用公主殿下的头衔直至1923年结婚，放弃公主头衔，而后成为莫德·卡内基夫人（后来的索瑟斯克伯爵夫人）。
- 查尔斯三世（出生时为爱丁堡的查尔斯王子殿下）及安妮长公主（出生时为爱丁堡的安妮公主殿下）在出生为公主的孩子。按照惯例，公主之子无法获得英国王子/公主殿下的头衔。但当时伊丽莎白公主为王位第一顺位继承人，因此1948年查尔斯出生前，乔治六世颁发专利，授予王子/公主殿下的头衔给所有伊丽莎白公主的子嗣。但1952年后，伊丽莎白二世的所有子嗣皆以君主的孩子获得头衔。
- 1961年，肯特公爵夫人在其儿子肯特公爵爱德华王子结婚时向伊丽莎白二世要求王妃头衔，以避免与其儿媳新肯特公爵夫人混淆。由于她出生时是希腊和丹麦的公主，所以这并不是特别值得注意。尽管传统上她会被称为肯特公爵夫人殿下。此后，她被封为肯特公爵夫人玛丽娜公主殿下。
- 1974年，格洛斯特公爵夫人，向伊丽莎白二世寻求了相同的头衔。值得注意的是爱丽丝从未成为公主（非王室出生），因此这种请求就非寻常。尽管传统上她会被称为格洛斯特公爵夫人殿下。尽管非同寻常，她仍然被封为格洛斯特公爵夫人爱丽丝王妃殿下。

## 公主列表

### 1714年后
| 纹章     | 公主 | 生卒                             | 血脉                      | 头衔 | 备注                                          |        |
| 第一代   | 第一代 | 第一代                           | 第一代                    | 第一代 | 第一代                                        | 第一代 |
| -------- | --- | -------------------------------- | ------------------------- | --- | --------------------------------------------- | ------ |
|          | 索菲亞·桃樂西婭 Sophia Dorothea | 1687年3月26日 － 1757年6月28日   | 喬治一世之女              | 1687年：漢諾威索菲亞·桃樂西婭郡主殿下 1706年：普魯士王后陛下 1714年：大不列顛索菲亞·桃樂西婭公主殿下                                       | 嫁腓特烈·威廉一世                             |        |
| 第二代   | |                                  |                           | |                                               |        |
|          | 安妮 Anne | 1709年11月2日 － 1759年1月12日   | 喬治二世之長女            | 1709年：漢諾威安妮郡主殿下 1714年：大不列顛安妮公主殿下 1727年：安妮長公主殿下 1734年：奧蘭治親王妃                                        | 嫁威廉四世                                    |        |
|          | 阿米莉亞·索菲亞·埃萊奧諾雷 Amelia Sophia Eleanor                                                                                          | 1711年6月10日 － 1786年10月31日  | 喬治二世之次女            | 1711年：漢諾威阿米莉亞郡主殿下 1714年：大不列顛阿米莉亞公主殿下                                                                            |                                               |        |
|          | 卡羅琳·伊麗莎白 Caroline Elizabeth | 1713年6月10日 － 1757年12月28日  | 喬治二世之三女            | 1713年：漢諾威卡羅琳郡主殿下 1714年：大不列顛卡羅琳公主殿下                                                                                |                                               |        |
|          | 瑪麗 Mary | 1723年3月5日 － 1772年1月14日    | 喬治二世之四女            | 1723年：大不列顛瑪麗公主殿下 1740年：黑森-卡塞爾伯爵夫人殿下                                                                               | 嫁腓特烈二世                                  |        |
|          | 路易絲 Louise | 1724年12月18日 － 1751年12月19日 | 喬治二世之幼女            | 1724年：大不列顛路易絲公主殿下 1743年：丹麥和挪威王后陛下                                                                                  | 嫁弗雷德里克五世                              |        |
| 第三代   | |                                  |                           | |                                               |        |
|          | 奧古斯塔·弗蕾德里克 Augusta Frederica | 1737年7月31日 － 1813年3月23日   | 弗蕾德里克王子之長女      | 1737年：大不列顛奧古斯塔公主殿下 1764年：不倫瑞克-沃爾芬比特爾公爵夫人殿下 1800年：奧古斯塔公主殿下                                        | 嫁卡爾·威廉·費迪南                            |        |
|          | 伊麗莎白·卡洛琳 Elizabeth Caroline | 1741年1月10日 － 1759年9月4日    | 弗蕾德里克王子之次女      | 1741年：大不列顛伊莉莎白公主殿下 |                                               |        |
|          | 路易莎·安妮 Louisa Anne | 1749年3月19日 － 1768年5月13日   | 弗蕾德里克王子之三女      | 1749年：大不列顛路易莎公主殿下 |                                               |        |
|          | 卡羅琳·瑪蒂爾達 Caroline Mathilde | 1751年7月22日 － 1775年5月10日   | 弗蕾德里克王子之幼女      | 1751年：大不列顛卡羅琳·瑪蒂爾達公主殿下 1764年：丹麥及挪威王后陛下 1772年：卡洛琳·瑪蒂爾達王后                                             | 嫁克里斯蒂安七世                              |        |
| 第四代   | |                                  |                           | |                                               |        |
|          | 夏洛特·奧古斯塔·瑪蒂爾達 Charlotte Augusta Matilda                                                                                        | 1766年9月29日 － 1828年10月6日   | 喬治三世之長女            | 1766年：夏洛特公主殿下 1789年：長公主殿下 1797年：符騰堡王后陛下                                                                           | 嫁腓特烈一世                                  |        |
|          | 奧古斯塔·索菲亞 Augusta Sophia | 1768年11月8日 － 1840年9月22日   | 喬治三世之次女            | 1768年：奧古斯塔·索菲亞公主殿下 |                                               |        |
|          | 伊麗莎白 Elizabeth | 1770年5月22日 － 1840年1月10日   | 喬治三世之三女            | 1770年：伊麗莎白公主殿下 1818年：黑森-洪堡世襲王妃殿下 1820年：黑森-洪堡伯爵夫人殿下                                                       | 嫁腓特烈六世                                  |        |
|          | 瑪麗 Mary | 1776年4月25日 － 1857年4月30日   | 喬治三世之四女            | 1776年：瑪麗公主殿下 1816年：格洛斯特和愛丁堡公爵夫人殿下                                                                                  | 嫁威廉·腓特烈王子                             |        |
|          | 索菲亞·瑪蒂爾達 Sophia Matilda | 1777年11月3日 － 1848年5月27日   | 喬治三世之五女            | 1777年：索菲亞公主殿下 |                                               |        |
|          | 阿米莉亞 Amelia | 1783年8月7日 － 1810年11月2日    | 喬治三世之幼女            | 1783年：阿米莉亞公主殿下 |                                               |        |
|          | 索菲亞·瑪蒂爾達 Sophia Matilda | 1773年5月29日 － 1844年11月29日  | 威廉·亨利王子之長女       | 1773年：格洛斯特索菲亞郡主殿下 1816年：格洛斯特索菲亞公主殿下 1834年：格洛斯特索菲亞·馬蒂爾達公主殿下                                      |                                               |        |
|          | 卡洛琳 Caroline | 1774年 － 1775年                 | 威廉·亨利王子之幼女       | 1774年：格洛斯特卡洛琳郡主殿下 | 早夭                                          |        |
| 第五代   | |                                  |                           | |                                               |        |
|          | 夏洛特·奧古斯塔 Charlotte Augusta | 1796年1月7日 － 1817年11月6日    | 喬治四世之女              | 1796年：威爾士夏洛特公主殿下 1816年：薩爾菲德利奧波德王妃殿下                                                                              | 嫁利奥波德王子                                |        |
|          | 夏洛特·奥古斯塔·路易莎 Charlotte Augusta Louisa                                                                                           | 1819年3月27日 － 1819年3月27日   | 威廉四世之長女            | 1819年：克拉倫斯夏洛特郡主殿下 | 早夭                                          |        |
|          | 伊丽莎白·乔治安娜·阿德莱德 Elizabeth Georgiana Adelaide                                                                                   | 1820年12月10日 － 1821年3月4日   | 威廉四世之次女            | 1820年：克拉倫斯伊丽莎白郡主殿下 | 早夭                                          |        |
|          | 亚历山德丽娜·维多利亚 Alexandrina Victoria                                                                                                | 1819年5月24日 － 1901年1月22日   | 愛德華親王之女            | 1819年：肯特亚历山德丽娜·维多利亚郡主殿下 1837年：女王陛下 1876年：印度女皇陛下                                                            | 即后来的維多利亞女王 嫁阿爾伯特親王           |        |
|          | 奧古斯塔·卡羅琳·夏洛特·伊麗莎白·瑪麗·索菲亞·路易絲 Augusta Caroline Charlotte Elizabeth Mary Sophia Louise                                | 1822年7月19日 － 1916年12月5日   | 阿道弗斯王子之長女        | 1822年：劍橋奧古斯塔郡主殿下 1843年：梅克倫堡-施特雷利茨世襲王妃殿下 1904年：梅克倫堡-施特雷利茨大公夫人殿下                               | 嫁腓特烈·威廉                                 |        |
|          | 玛丽·阿德莱德·威廉敏娜·伊丽莎白 Mary Adelaide Wilhelmina Elizabeth                                                                        | 1833年11月27日 － 1897年10月27日 | 阿道弗斯王子之次女        | 1822年：劍橋玛丽·阿德莱德郡主殿下 1866年：特克法蘭西斯王子殿下 1871年：特克公爵夫人殿下                                                    | 嫁法蘭西斯王子                                |        |
| 第六代   | |                                  |                           | |                                               |        |
|          | 维多利亚·阿德莱德·玛丽·路易丝 Victoria Adelaide Mary Louise                                                                               | 1840年11月21日 － 1901年8月5日   | 維多利亞女王之长女        | 1840年：維多利亞公主殿下 1841年：長公主殿下 1858年：皇儲妃殿下 1888年：德意志皇后陛下                                                      | 嫁腓特烈三世                                  |        |
|          | 愛丽絲·莫德·玛丽 Alice Maud Mary | 1843年4月25日 － 1878年12月14日  | 維多利亞女王之次女        | 1843年：爱丽丝公主殿下 1862年：黑森大公儲夫人殿下 1877年：黑森大公夫人                                                                     | 嫁路德維希四世                                |        |
|          | 海伦娜·奥古斯塔·维多利亚 Helena Augusta Victoria                                                                                          | 1846年5月25日 － 1923年6月9日    | 維多利亞女王之三女        | 1846年：海伦娜公主殿下 1866年：克里斯蒂安親王妃殿下                                                                                        | 嫁克里斯蒂安親王                              |        |
|          | 路易斯·卡罗琳·阿尔伯塔 Louise Caroline Alberta                                                                                            | 1848年3月18日 － 1939年12月3日   | 維多利亞女王之四女        | 1848年：路易丝公主殿下 1871年：罗恩侯爵夫人殿下 1900年：阿蓋爾公爵夫人                                                                     | 嫁約翰·坎貝爾                                 |        |
|          | 比阿特丽丝·瑪麗·维多利亚·费奥多尔 Beatrice Mary Victoria Feodore                                                                          | 1857年4月14日 － 1944年10月26日  | 維多利亞女王之幼女        | 1857年：比阿特丽丝公主殿下 1885年：巴騰堡的亨利親王妃殿下 1917年：比阿特丽丝公主殿下                                                       | 嫁海因里希王子                                |        |
|          | 弗蕾德里克·索菲·瑪麗·亨利埃塔·阿美莉·特蕾莎 Friederike Sophie Marie Henriette Amelie Therese                                              | 1848年1月9日 － 1926年10月16日   | 格奧爾格五世之長女        | 1848年：漢諾威弗蕾德里克公主殿下 1880年：帕維爾-拉明根男爵夫人殿下                                                                         | 嫁阿爾方斯·馮·帕維爾-拉明根                   |        |
|          | 玛丽·恩斯汀·约瑟芬·阿道芬·亨丽埃特·特蕾莎·伊丽莎白·亚历山德林 Marie Ernestine Josephine Adolphine Henriette Therese Elisabeth Alexandrine | 1849年12月2日 － 1904年6月4日    | 格奧爾格五世之次女        | 1849年：漢諾威瑪麗公主殿下 |                                               |        |
| 第七代   | |                                  |                           | |                                               |        |
|          | 路易丝·维多利亚·亚历山德拉·达玛尔 Louise Victoria Alexandra Dagmar                                                                        | 1867年2月20日 － 1931年1月4日    | 愛德華七世之長女          | 1867年：威爾士路易絲公主殿下 1889年：法夫公爵夫人殿下 1901年：路易絲公主殿下 1905年：长公主殿下                                            | 嫁亞歷山大·達夫                               |        |
|          | 維多利亞·亞歷山德拉·奧爾加·瑪麗 Victoria Alexandra Olga Mary                                                                              | 1868年6月6日 － 1935年12月3日    | 愛德華七世之次女          | 1867年：威爾士维多利亚公主殿下 1889年：维多利亚公主殿下                                                                                    |                                               |        |
|          | 莫德·夏洛特·玛丽·维多利亚 Maud Charlotte Mary Victoria                                                                                    | 1869年11月26日 － 1938年11月20日 | 愛德華七世之幼女          | 1869年：威爾士莫德公主殿下 1896年：丹麦卡尔王妃殿下 1901年：莫德公主殿下 1905年：挪威王后陛下                                              | 嫁哈康七世                                    |        |
|          | 玛丽·亚历珊德拉·维多利亚 Marie Alexandra Victoria                                                                                         | 1875年10月29日 － 1938年7月18日  | 阿爾弗雷德王子之長女      | 1875年：愛丁堡瑪麗郡主殿下 1893年：羅馬尼亞王儲妃殿下 1914年：罗马尼亚王后陛下 1927年：瑪麗王后陛下                                        | 嫁斐迪南一世                                  |        |
|          | 维多利亚·梅丽塔 Victoria Melita | 1876年11月25日 － 1936年3月2日   | 阿爾弗雷德王子之次女      | 1876年：薩克森-科堡-哥達維多利亞公主殿下 1894年：黑森和萊茵河畔大公夫人殿下 1905年：維多利亞·費奧多羅夫娜女大公殿下 1924年：俄羅斯皇后陛下 | 嫁恩斯特·路德維希、基里爾一世                 |        |
|          | 亞歷山德拉·路易丝·奥尔加·维多利亚 Alexandra Louise Olga Victoria                                                                          | 1878年9月1日 － 1942年4月16日    | 阿爾弗雷德王子之三女      | 1876年：薩克森-科堡-哥達的亞歷山德拉公主殿下 1896年：霍恩洛厄-朗根堡世襲王妃殿下 1913年：霍恩洛厄-朗根堡親王妃殿下                         | 嫁恩斯特二世                                  |        |
|          | 比阿特丽斯·利奥波汀·维多利亚 Beatrice Leopoldine Victoria                                                                                 | 1884年4月20日 － 1966年7月13日   | 阿爾弗雷德王子之幼女      | 1884年：薩克森-科堡-哥達的比阿特丽斯公主殿下 1909年：加列拉公爵夫人殿下                                                                    | 嫁阿方索王子                                  |        |
|          | 瑪格麗特·維多利亞·夏洛特·奧古斯塔·諾拉 Margaret Victoria Charlotte Augusta Norah                                                          | 1882年1月15日 － 1920年5月1日    | 亞瑟王子之長女            | 1882年：康諾瑪格麗特公主殿下 1905年：瑞典王儲妃及斯科讷公爵夫人殿下                                                                        | 嫁古斯塔夫六世·阿道夫                         |        |
|          | 維多利亞·帕特麗西婭·海伦·伊利莎白 Victoria Patricia Helena Elizabeth                                                                      | 1886年3月17日 － 1974年1月12日   | 亞瑟王子之次女            | 1886年：康諾帕特麗西婭公主殿下 1919年：帕特麗西婭·拉姆齊夫人                                                                               | 嫁亞歷山大·拉姆齊爵士                         |        |
|          | 愛麗絲·瑪麗·維多利亞·奧古斯塔·保林 Alice Mary Victoria Augusta Pauline                                                                    | 1883年2月25日 － 1981年1月3日    | 利奧波德王子之女          | 1883年：奧爾巴尼愛麗絲公主殿下 1904年：特克亞歷山大王子妃殿下 1917年：亞歷山大·劍橋爵士夫人殿下 1917年：阿斯隆伯爵夫人殿下                 | 嫁亞歷山大·劍橋                               |        |
|          | 玛丽·路易斯·维多利亚·卡罗琳·阿玛莉·亚历山德拉·奥古斯塔·弗蕾德里克 Marie Louise Victoria Caroline Amalie Alexandra Augusta Friederike      | 1879年10月11日 － 1948年1月31日  | 恩斯特·奧古斯特二世之長女 | 1879年：漢諾威的瑪麗亞-路易絲公主殿下 1900年：馬克西米利安王妃殿下                                                                         | 嫁馬克西米利安王子                            |        |
|          | 亚历山德拉·路易丝·玛丽·奥尔加 伊丽莎白·特蕾莎·维拉 Alexandra Louise Marie Olga Elisabeth Therese Vera                                     | 1882年9月29日 － 1963年8月30日   | 恩斯特·奧古斯特二世之次女 | 1882年：漢諾威的亞歷山德拉公主殿下 1904年：梅克倫堡-施威林大公夫人殿下                                                                     | 嫁腓特烈·法蘭茲四世                           |        |
|          | 奧爾加 Olga | 1884年7月11日 － 1958年9月21日   | 恩斯特·奧古斯特二世之三女 | 1884年：漢諾威的奧爾加公主殿下 |                                               |        |
| 第八代   | |                                  |                           | |                                               |        |
|          | 维多利亚·亚历山德拉·爱丽丝·玛丽 Victoria Alexandra Alice Mary                                                                             | 1897年4月25日 － 1965年3月28日   | 乔治五世之长女            | 1897年：约克玛丽公主殿下 1901年：威尔士玛丽公主殿下 1910年：玛丽公主殿下 1932年：长公主殿下                                                | 嫁哈伍德伯爵亨利                              |        |
|          | 亚历山德拉·维多利亚·阿尔伯特·埃德温娜·路易絲 Alexandra Victoria Alberta Edwina Louise                                                     | 1891年5月17日 － 1959年2月26日   | 路易絲公主之长女          | 1891年：亞歷山德拉·達夫女爵 1905年：法夫亞歷山德拉公主殿下 1910年：法夫女公爵殿下 1932年：康诺亚瑟王子妃殿下                               | 嫁康諾亞瑟王子                                |        |
|          | 莫德·亚历山德拉·维多利亚·乔治娜·贝尔塔 Maud Alexandra Victoria Georgina Bertha                                                            | 1893年4月3日 － 1945年12月14日   | 路易絲公主之次女          | 1891年：莫德·達夫女爵 1905年：法夫莫德公主殿下 1923年：莫德·卡内基夫人 1941年：索瑟斯克伯爵夫人                                            | 嫁查爾斯·卡內基                               |        |
|          | 西比拉·卡尔玛·玛丽亚·爱丽丝·巴蒂迪斯·菲奥多拉 Sibylla Calma Maria Alice Bathildis Feodora                                                 | 1908年1月18日 － 1972年11月28日  | 卡尔·爱德华王子之女       | 1908年：萨克森-科堡-哥达西比拉公主殿下 1932年：西博滕公爵夫人殿下                                                                          | 嫁瑞典古斯塔夫·阿道夫王子                     |        |
|          | 卡羅琳·瑪蒂爾德 Caroline Mathilde | 1912年6月22日 － 1983年9月5日    | 卡尔·爱德华王子之女       | 1912年：萨克森-科堡-哥达卡羅琳·瑪蒂爾德公主殿下 1931年：沃夫岡夫人                                                                         | 嫁腓特烈·沃夫岡                               |        |
|          | 弗蕾德里克·路易絲 Frederica Louise | 1917年4月18日 － 1981年2月6日    | 恩斯特·奧古斯特三世之女   | 1917年：漢諾威弗蕾德里克公主殿下 1938年：希臘人的王后陛下                                                                                  | 嫁保羅一世                                    |        |
| 第九代   | |                                  |                           | |                                               |        |
|          | 伊丽莎白·亚历山德拉·玛丽 Elizabeth Alexandra Mary                                                                                         | 1926年4月21日 － 2022年9月8日    | 乔治六世之长女            | 1926年：约克伊丽莎白公主殿下 1936年：伊丽莎白公主殿下 1952年：女王陛下                                                                     | 即后来的伊丽莎白二世 嫁希腊及丹麦的菲利普王子 |        |
|          | 玛格丽特·罗丝 Margaret Rose | 1930年8月21日 － 2002年2月9日    | 乔治六世之次女            | 1930年：约克玛格丽特公主殿下 1936年：玛格丽特公主殿下                                                                                      | 嫁安东尼·阿姆斯特朗-瓊斯                      |        |
|          | 亚历山德拉·海伦·伊丽莎白·奥尔加·克丽斯特贝尔 Alexandra Helen Elizabeth Olga Christabel                                                    | 1936年12月25日 －                | 乔治王子之女              | 1936年：肯特亚历山德拉公主殿下 1963年：亚历山德拉公主殿下                                                                                  | 嫁安格斯·奥格威爵士                           |        |
| 第十代   | |                                  |                           | |                                               |        |
|          | 安妮·伊丽莎白·爱丽丝·路易丝 Anne Elizabeth Alice Louise                                                                                   | 1950年8月15日 －                 | 伊丽莎白二世之女          | 1950年：爱丁堡安妮公主殿下 1952年：安妮公主殿下 1987年：长公主殿下                                                                         | 嫁马克·菲利普斯，后嫁提摩西·勞倫斯            |        |
| 第十一代 | |                                  |                           | |                                               |        |
|          | 碧翠絲·伊丽莎白·玛丽 Beatrice Elizabeth Mary                                                                                              | 1988年8月8日 －                  | 約克公爵安德魯王子之长女  | 1988年：约克碧翠絲公主殿下 2020年：碧翠絲公主殿下                                                                                          | 嫁艾杜亞度·馬佩利·莫茨                        |        |
|          | 尤金妮·維多利亞·海倫娜 Eugenie Victoria Helena                                                                                            | 1990年3月23日 －                 | 約克公爵安德魯王子之次女  | 1990年：约克尤金妮公主殿下 2018年：尤金妮公主殿下                                                                                          | 嫁傑克·布魯斯班克                             |        |
|          | 路易丝·爱丽丝·伊丽莎白·玛丽 Louise Alice Elizabeth Mary                                                                                   | 2003年11月8日 －                 | 愛丁堡公爵愛德華王子之女  | 2003年：路易丝·蒙巴顿-温莎女勋爵 法律上：爱丁堡路易絲公主殿下                                                                              |                                               |        |
| 第十二代 | |                                  |                           | |                                               |        |
|          | 夏洛特·伊丽莎白·戴安娜 Charlotte Elizabeth Diana                                                                                          | 2015年5月2日 －                  | 威爾士親王威廉王子之女    | 2015年：剑桥夏洛特公主殿下 2022年：康沃尔及剑桥夏洛特公主殿下 2022年：威尔士夏洛特公主殿下                                                 |                                               |        |
|          | 莉莉白·戴安娜 Lilibet Diana | 2021年6月4日 －                  | 薩塞克斯公爵哈里王子之女  | 2021年：莉莉白·蒙巴顿-温莎小姐 2023年：萨塞克斯莉莉白公主                                                                                  |                                               |        |

## 参阅
- 英国王子及亲王
- 英国君主女儿列表
- 长公主 (英国)

### 線上參考
1. ↑  Abraham, Ellie. . The Independent.   [2022-08-11]. （原始内容存档于2022-06-07） （英国英语）.
2. ↑  . London Gazette. 2013-01-08: 213.